# Intimiano
Intimiano è una frazione geografica del comune italiano di Capiago Intimiano posta a sud del centro abitato, verso Cantù.

## Storia
Intimiano fu un antico comune del Milanese, passato alla storia per aver dato i natali all'arcivescovo di Milano Ariberto da Intimiano.
Le più antiche attestazioni d'Intimiano come entità amministrativa autonoma risalgono all'XI secolo.
Nel 1346 Intimiano risulta già far parte della pieve di Galliano, all'interno di uno dei cosiddetti "contadi" della Signoria di Milano.
Successivamente, con il Ducato di Milano, Intimiano fu in un primo momento infeudato dal Galeazzo Maria Sforza al fratello Polidoro Sforza Visconti. Nel 1475 Intimiano e gli altri comuni della pieve di Galliano divennero quindi un feudo della famiglia Pietrasanta. Sempre infeudato alla stessa famiglia, nel 1751Intimiano aveva un territorio che si estendeva ai cassinaggi di Casanova, “Monte Castello”, “Monte Castello” (altro), Chigiolo e Marella.
Registrato agli atti del 1751 come un villaggio di 210 abitanti scesi a 202 nel 1786, nel 1797, quando contava 231 residenti, a titolo sperimentale fu per la prima volta sottoposto al capoluogo lariano ad opera di Napoleone Bonaparte. Portato definitivamente sotto Como nel 1801, alla proclamazione del Regno d'Italia napoleonico nel 1805 risultava avere 403 abitanti. Nel 1809 il municipio fu soppresso su risultanza di un regio decreto di Napoleone che lo unì a Montorfano, ma il Comune di Intimiano fu restaurato nel 1816 dagli austriaci dopo il loro ritorno. 
Nel 1853 risultò essere popolato da 420 anime salite a 453 nel 1871. Il censimento del 1921 registrò 683 residenti, ma il 1º novembre 1928 il regime fascista decise la definitiva soppressione del municipio aggregandolo a Capiago.

## Monumenti e luoghi d'interesse

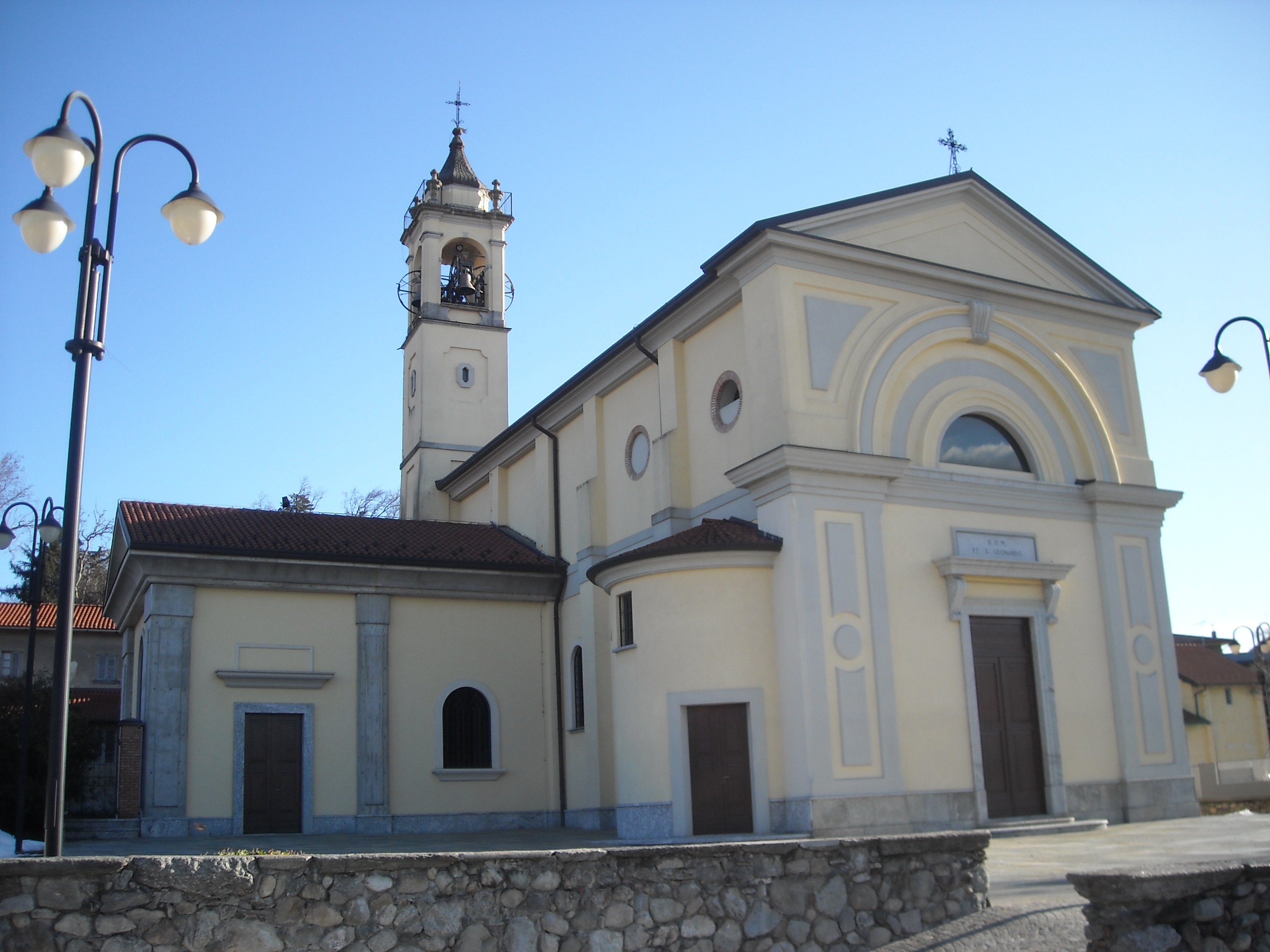
La chiesa di San Leonardo

### Architetture religiose

#### Parrocchiale di San Leonardo
In prossimità dell'incrocio tra le strade provenienti da Capiago e Montorfano si trova la chiesa parrocchiale, dedicata a San Leonardo il confessore. Le origini della chiesa risalgono al XIII secolo, quando una chiesa di San Leonardo con Santa Maria risulta già presente negli elenchi delle dipendenze della pieve di Galliano.

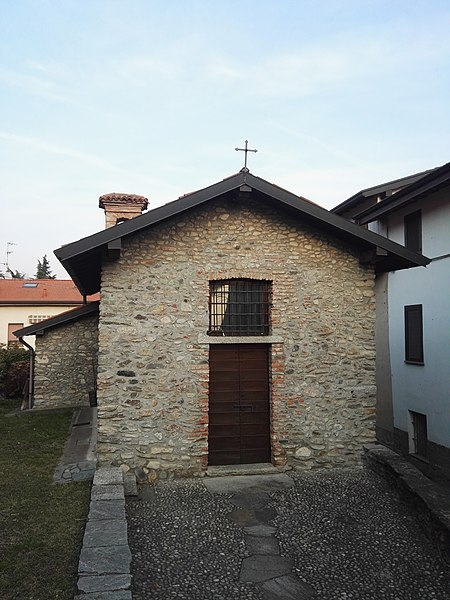
L'oratorio dei SS. Pietro e Paolo

#### Oratorio dei Santi Pietro e Paolo
Nella zona un tempo detta "Intimiano Sotto" è presente l'oratorio dei Santi Pietro e Paolo, già attestato all'epoca della prima visita pastorale dell'arcivescovo Andrea Carlo Ferrari nella pieve di Cantù, nel 1900.

### Architetture civili
- Villa Castelli[7]
- Villa Soave[8]
- Ex-caserma "Dino Piras" della Guardia di Finanza (prima metà del XIX secolo[9]), villa costruita laddove si trovava il castello di Ariberto da Intimiano.[9][10]